# Råå IF
Råå Idrottsförening (IF) er en klassisk svensk eller skånsk fodboldsklub fra fiskerlejet Råå (dansk: Raa) syd for Helsingborg, stiftet i år 1921. I år 1948 blev man mestere i den svenske pokalturnering efter at i finalen sejret over BK Kenty med 6-0, og i år 1950 rykkede man op i Allsvenskan. Allerede den første sæson kom man på den anden plads, og var en stor tilskuerattraktion; bl.a. tiltrak man 23.604 tilskuere mod Malmö FF på Olympia. En stadion, som dog ikke ansås for en rigtig hjemmebane i fiskerlejet, eftersom den ligger i Helsingborg.
Da Raa blev pokalmestere og vicemestere i Allsvenskan, havde man både Albin Dahl, tidligere hyldet træner i Helsingør IF og som ført Helsingborg IF til mesterskabet 1940-41, og den ungarske demon-træner Kalman Konrad som havde flygtet fra Anden Verdenskrig og tidligere var manager i Bayern München, FC Zürich, og Slavia Prag som ledere.  
Spilledragten er lysblå trøjer og hvide bukser. 

### Webkilder
- De to øverste hold i allsvenskan Raa - HIF 1950. Kalle Svensson bokser bolden foran angribende Raa-spillere.Topopgøret i Allsvenskan Raa - HIF 1950. Målmanden i Raa Nina Malmqvist griber bolden foran HIF:s Åke Jönsson. Raa-spillerne Åke Olsson og Dammis Karlsson afventer til højre. HIF:s Sven "Flua" Persson længst til højre.Historie. Råå IF